# Henriksen
Henriksen er et almindeligt dansk efternavn, der betyder "søn af Henrik". Der er pr. 2017 17.220 danskere, der bærer dette navn.

## Personer med dette navn
- A.P. Henriksen, dansk borgmester (Kons.)
- Bjarne Henriksen, dansk skuespiller
- Bo Henriksen, dansk fodboldspiller og -træner
- Bruno Henriksen, dansk musiker og orkesterleder
- Christen Henriksen Pram, dansk-norsk forfatter
- Finn Henriksen, dansk filminstruktør
- Finn Henriksen, dansk politiker (Soc.)
- Grethe Henriksen, dansk atletikudøver
- Hans Henriksen Bang, dansk præst
- Holger Henriksen, dansk pædagog
- Julie Henriksen, dansk skuespiller
- Kim Hammelsvang Henriksen, dansk skuespiller
- Knud Henriksen Gyldenstierne, dansk biskop
- Knud Henriksen Gyldenstierne, dansk rigsråd
- Knud Henriksen Gyldenstierne, dansk godsejer
- Laurids Henriksen Lindenov, dansk amtmand
- Lotte Henriksen, dansk politiker (Soc.)
- Martin Henriksen, dansk politiker (DF)
- Mourids Henriksen Podebusk, dansk godsejer
- Niels Henriksen Arenfeldt, dansk godsejer og rigskansler
- Nils Henriksen, dansk guitarist
- Olaf Henriksen, dansk-amerikansk baseballspiller
- Ole Henriksen, dansk kosmetolog
- Ole Bernt Henriksen, dansk politiker (Kons.)
- Paw Henriksen, dansk skuespiller
- Per Henriksen, dansk skibsreder
- Per Henriksen, dansk fodboldspiller
- Peder Henriksen, dansk fodboldspiller
- Peter Henriksen, dansk håndboldspiller
- Poul Ib Henriksen, dansk fotograf
- René Henriksen, dansk fodboldspiller
- Robert Henriksen, dansk civilingeniør
- Saxo Henriksen Ascanius, dansk præst
- Stig Frode Henriksen, norsk skuespiller og forfatter
- Søren B. Henriksen, dansk erhvervsmand og idrætsleder
- Tage Henriksen, dansk roer
- Vera Henriksen, norsk forfatter
- Aage Henriksen, dansk litteraturforsker